# José Santolaria
José Santolaria Martos es un deportista español que compitió en taekwondo. Ganó una medalla de oro en el Campeonato Europeo de Taekwondo de 1992, en la categoría de –70 kg.

## Palmarés internacional
| Campeonato Europeo | Campeonato Europeo | Campeonato Europeo | Campeonato Europeo |
| Año                | Lugar              | Medalla            | Categoría          |
| ------------------ | ------------------ | ------------------ | ------------------ |
| 1992               | Valencia (España)  | Medalla de oro     | –70 kg             |